# Centre-ville de Saint-Denis (La Réunion)
Pour les articles homonymes, voir Saint-Denis.
Le centre-ville de Saint-Denis, parfois appelé le Grand Carré, est le centre-ville de la commune de Saint-Denis, le chef-lieu de l'île de La Réunion, un département d'outre-mer français dans le sud-ouest de l'océan Indien. 

## Caractéristiques
Structuré par un plan hippodamien établi dès la première moitié du XVIIIe siècle, il a pour voies principales des rues telles que la rue de Paris et la rue du Maréchal-Leclerc.